# Lasioglossum olympiae
Lasioglossum olympiae är en biart som först beskrevs av Cockerell 1898.  Lasioglossum olympiae ingår i släktet smalbin, och familjen vägbin. Inga underarter finns listade i Catalogue of Life.